# Яблоневый (Волгоградская область)
Яблоневый — хутор в Суровикинском районе Волгоградской области. Входит в Лысовское сельское поселение.

## География
На хуторе имеются две улицы — Автострадная и Просёлочная.

## Население
| 2010 |
| ---- |
| 78   |